# ویلهلم کارل
ویلهلم کارل (انگلیسی: Wilhelm Karl, Duke of Urach؛ زاده ۳۰ مهٔ ۱۸۶۴ درگذشته ۲۴ مارس ۱۹۲۸) یک سیاست‌مدار اهل آلمان بود.